# Anatoli Ivánov (remero)
Anatoli Ivánov (en ruso: Анатолий Иванов, 8 de enero de 1950) es un deportista soviético que compitió en remo. Ganó una medalla de plata en el Campeonato Mundial de Remo de 1977, en la prueba de ocho con timonel.

## Palmarés internacional
| Campeonato Mundial | Campeonato Mundial       | Campeonato Mundial | Campeonato Mundial |
| Año                | Lugar                    | Medalla            | Prueba             |
| ------------------ | ------------------------ | ------------------ | ------------------ |
| 1977               | Ámsterdam (Países Bajos) | Medalla de plata   | Ocho con timonel   |